# Рольф Борхерс
Рольф Борхерс (нім. Rolf Borchers; 1 листопада 1913, Штеттін — 11 жовтня 1988, Іспанія) — німецький офіцер-підводник, капітан-лейтенант крігсмаріне.

## Біографія
1 квітня 1933 року вступив на флот. З березня 1939 року — офіцер радіо і зв'язку на легкому крейсері «Емден». В березні-вересні 1941 року пройшов курс підводника, у вересні-листопаді — курс командира підводного човна на борту U-206. З 1 грудня 1941 по 31 липня 1942 року — командир U-149, з 1 серпня 1942 по 26 липня 1943 року — U-226, на якому здійснив 2 походи (разом 108 днів у морі). 18 квітня 1943 року потопив британський торговий пароплав Fort Rampart водотоннажністю 7134 тонн, який перевозив 8700 тонн пиломатеріалів і генеральних вантажів; 6 з 56 членів екіпажу пароплава загинули. З 20 жовтня 1943 по 18 липня 1944 року — командир U-276, на якому здійснив 3 походи (разом 49 днів у морі), в липні-вересні 1944 року — U-2515, який тоді ще не був добудований (Борхерс був знятий з посади до завершення будівництва). З вересня 1944 по 8 травня 1945 року служив в штабі керівництва морською війною ОКМ.

## Звання
- Кандидат в офіцери (1 квітня 1933)
- Морський кадет (23 вересня 1933)
- Фенріх-цур-зее (1 липня 1934)
- Оберфенріх-цур-зее (1 квітня 1936)
- Лейтенант-цур-зее (1 жовтня 1936)
- Оберлейтенант-цур-зее (1 червня 1938)
- Капітан-лейтенант (1 квітня 1941)

## Нагороди
- Медаль «За вислугу років у Вермахті» 4-го класу (4 роки)
- Залізний хрест
  - 2-го класу (квітень 1940)
  - 1-го класу (1 травня 1943)
- Нагрудний знак флоту (28 жовтня 1941)
- Нагрудний знак підводника (11 березня 1943)